# ФК Караорман
Караорман е футболен клуб от Струга, Северна Македония. Тимът е основан в 1923 г. и играе домакинските си мачове на Градския стадион в Струга.